# We Live
We Live è un album del 2004 degli Electric Wizard. Rappresenta un cambio di stile rispetto ai lavori precedenti come Dopethrone, più grezzo e tetro. Della formazione originale della band è rimasto solo il cantante e chitarrista, nonché autore dei testi, Jus Oborn. La traccia "Tutti i colori del buio", presente solo nell'edizione in vinile, è il titolo di un film di Sergio Martino del 1972.

## Tracce
1. Eko Eko Azarak - 10:48
I. Invocation
II. Ritual
2. We Live - 7:47
3. Flower of Evil a.k.a. Malfiore - 7:29
4. Another Perfect Day? - 8:04
5. The Sun Has Turned to Black - 6:25
6. Saturn's Children - 15:08
7. The Living Dead at Manchester Morgue - 4:59 (bonus track nelle ristampe successive alla prima edizione)
8. Tutti i colori del buio - 16:13 (bonus track nell'edizione in vinile)

## Formazione
- Jus Oborn - voce, chitarra solista
- Liz Buckingham - chitarra ritmica, tastiere, pianoforte
- Rob Al-Issa - basso
- Justin Greaves - batteria, percussioni